# Rinko Kikuchi

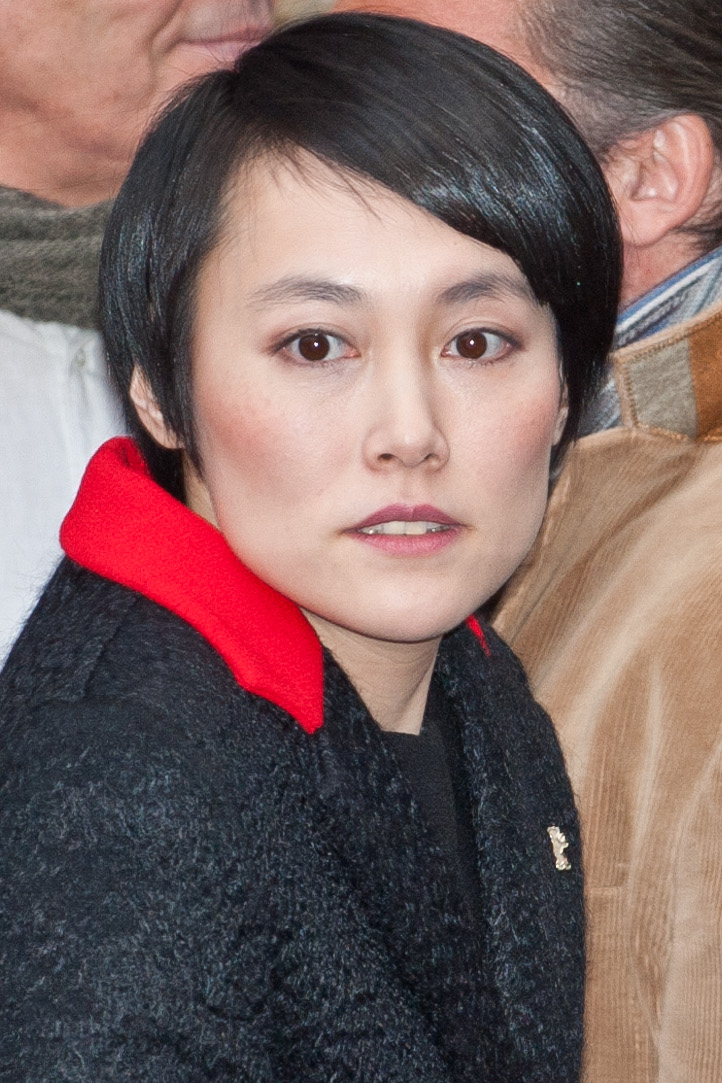
Rinko Kikuchi bei der Berlinale 2015

Rinko Kikuchi (anhörenⓘ jap. 菊地 凛子, Kikuchi Rinko; * 6. Januar 1981 in Hadano, Kanagawa) ist eine japanische Schauspielerin und Fotomodell. Bis ins Jahr 2004 trat sie unter ihrem bürgerlichen Namen Yuriko Kikuchi (菊地 百合子, Kikuchi Yuriko) in Erscheinung. Einem breiten Publikum wurde sie durch die Rolle der gehörlosen Chieko in dem Spielfilm Babel (2006) bekannt.

## Leben
Rinko Kikuchi wurde 1981 in Hadano, Präfektur Kanagawa, unweit der japanischen Hauptstadt Tokio, geboren. Die 1,68 Meter große Schauspielerin machte erstmals im Jahr 1999 in ihrer Heimat auf sich aufmerksam, als sie in Werbespots für das japanische Telekommunikationsunternehmen Nippon Telegraph and Telephone (NTT) und die Spielkonsole PlayStation erschien. Im selben Jahr startete Kikuchi ihre Schauspielkarriere mit zwei japanischen Fernsehfilmen und einer Nebenrolle in Kaneto Shindōs Kinoproduktion Ikitai, die in Europa unter dem englischsprachigen Titel Will to Live veröffentlicht wurde. Während sie im Fernsehen und in weiteren Werbespots für unter anderem NTT (2001 und 2002), PlayStation (2000), Toyota (2004) und den japanischen Fernsehsender WOWOW (2005) auftrat, erhielt sie im Jahr 2000 ihre erste Hauptrolle im Kino als weibliche Heldin in Mieko Umeuchis Akai Shibafu, dem 2001 weitere Hauptrollen in Tatsuya Moriyamas Paradice und Kazuyoshi Kumakiris Sora no Ana folgten. Im letztgenannten Drama, das im selben Jahr unter dem englischsprachigen Verleihtitel Hole in the Sky vom Lincoln Center in die Reihe New Directors/New Films aufgenommen und im Museum of Modern Art in New York gezeigt wurde, spielt Kikuchi die junge Taeko, die von ihrem Freund verlassen wird und Trost bei einem ebenso einsamen Koch eines Straßenimbisses (gespielt von Susumu Terajima) findet.
Zwar erschien Rinko Kikuchi nach Sora no ana in preisgekrönten Dramen wie Katsuhito Ishiis Cha no Aji, Sang-il Lees 69 (beide 2004) und Taro Hyugajis Taga Tame ni (2005), in dem sie zum dritten Mal an der Seite von Tadanobu Asano agierte, doch war sie in der Regel auf unbedeutende Nebenrollen abonniert. Dies änderte sich erst 2006, als der renommierte mexikanische Filmregisseur Alejandro González Iñárritu die Japanerin für sein Drama Babel verpflichtete. In dem Episodenfilm, zu dessen Schauspielensemble unter anderem Cate Blanchett, Brad Pitt und Gael García Bernal gehören, mimt Kikuchi an der Seite von Kōji Yakusho die gehörlose Tokioter Schülerin Chieko, die versucht, den Selbstmord ihrer Mutter und die ihr auferlegte Kommunikationsbarriere durch erste sexuelle Erfahrungen mit dem männlichen Geschlecht zu überbrücken. Babel feierte seine erfolgreiche Premiere Mitte Mai 2006 auf den 59. Internationalen Filmfestspielen von Cannes und startete am 27. Oktober 2006 in den US-amerikanischen Kinos. Für ihre schauspielerische Leistung, die als irritierende Mischung aus sexueller Provokation, Furchtsamkeit und schierer Wut empfunden wurde, erhielt Rinko Kikuchi das Lob der US-amerikanischen Filmkritiker zugesprochen. Sie gewann 2006 unter anderem die Nachwuchsdarstellerpreise der Gotham Awards und der National Board of Review und Nominierungen als beste Nebendarstellerin für die Golden Globe Awards 2007 und die Oscarverleihung 2007. Damit ist sie nach der siegreichen Miyoshi Umeki, Sessue Hayakawa, Makoto Iwamatsu und Ken Watanabe erst der fünfte japanische Akteur, dem die Ehre zuteilwurde, für den renommierten US-amerikanischen Academy Award nominiert zu werden. Nach drei japanischen Spielfilmproduktionen und einer Sprechrolle in dem Animationsfilm-Anthologie Genius Party (2007) war Kikuchi 2008 erneut in einem US-amerikanischen Spielfilm zu sehen. In der Krimikomödie Brothers Bloom von Rian Johnson schlüpfte sie neben Rachel Weisz und Adrien Brody in die Rolle einer japanischen Sprengstoff-Expertin. Mit Mikael Håfströms Historiendrama Shanghai und Isabel Coixets Thriller Map of the Sounds of Tokyo (beide 2009) folgen weitere Auftritte im internationalen Kino. 2010 übernahm sie die Titelrolle in der Literaturverfilmung Naokos Lächeln.
Parallel zu ihrer Arbeit in Film und Fernsehen agierte Rinko Kikuchi 2002 unter der Regie Hidehisa Tachibanas in dem Theaterstück Suigin und absolvierte 2004 einen Auftritt in Yoshii Robinsons Musikvideo „Sweet Candy Rain“. Neben dem Motorradfahren und Reiten zählt Kikuchi unter anderem die Gebärdensprache und traditionelle Künste wie den Tanz Nihon Buyō, japanisches Bogenschießen und den japanischen Weg des Schwertziehens zu ihren Fertigkeiten.
2017 wurde sie in die Academy of Motion Picture Arts and Sciences (AMPAS) aufgenommen, die jährlich die Oscars vergibt.

## Filmografie (Auswahl)
- 1999: Will to Live (Ikitai)
- 2000: By Player (Sanmon Yakusha)
- 2000: Akai Shibafu
- 2001: Hole in the Sky (Sora no Ana)
- 2002: Hachigatsu no Maboroshi
- 2003: Seventeen (Jūnanasai)
- 2004: Tori (Kurzfilm)
- 2004: The Taste of Tea (Cha no Aji)
- 2004: 69
- 2004: Survive Style 5+
- 2004: The Reason (Riyū)
- 2005: Portrait of the Wind (Taga Tame ni)
- 2005: Funky Forest: The First Contact (Naisu no Mori: The First Contact)
- 2006: Babel
- 2006: Warau Mikaeru
- 2007: Koisuru Madori
- 2007: The Bug That’s Not in the Guide (Zukan ni Nottenai Mushi)
- 2008: Brothers Bloom (The Brothers Bloom)
- 2008: Kiru
- 2009: Eine Karte der Klänge von Tokio (Map of the Sounds of Tokyo)
- 2010: Naokos Lächeln (Noruwei no Mori)
- 2010: Shanghai
- 2010: Moteki (Fernsehserie)
- 2010: Sayonara, Robinson Crusoe (Fernsehfilm)
- 2011: Moteki
- 2011: The Warped Forest
- 2013: Pacific Rim
- 2013: 47 Ronin
- 2014: Kumiko, the Treasure Hunter
- 2014: Nobody Wants the Night
- 2018: Pacific Rim: Uprising
- 2018: Westworld (Fernsehserie, 2 Folgen)
- 2021: Infiltration (Invasion, Fernsehserie)
- 2022–2024: Tokyo Vice (Fernsehserie)
- 2023: In Love and Deep Water (Kureijī Kurūzu)

## Auszeichnungen
- 2006: Capri Exploit Award für Babel
- 2006: zwei Gotham Awards für Babel (Bestes Schauspielensemble, Beste Nachwuchsdarstellerin)
- 2006: National Board of Review Award für Babel (Beste Nachwuchsdarstellerin)
- 2006: Chicago Film Critics Association Award für Babel (Beste Nebendarstellerin), Nominierung in der Kategorie Beste Nachwuchsdarstellerin
- 2006: Nominierung für den Dallas-Fort Worth Film Critics Association Award für Babel (Beste Nebendarstellerin)
- 2006: Nominierung für den San Diego Film Critics Society Award für Babel (Beste Nebendarstellerin)
- 2006: Nominierung für den Satellite Award für Babel (Beste Nebendarstellerin)
- 2006: Nominierung für den Toronto Film Critics Association Award für Babel (Beste Nebendarstellerin)
- 2007: Nominierung für den Broadcast Film Critics Association Award für Babel (Beste Nebendarstellerin)
- 2007: Austin Film Critics Association Award für Babel (Beste Nebendarstellerin)
- 2007: zwei Nominierungen für den Online Film Critics Society Award für Babel (Beste Nebendarstellerin, Beste Nachwuchsdarstellerin)
- 2007: Auszeichnung des Palm Springs International Film Festival als Mitglied des Schauspielensembles für Babel
- 2007: zwei Nominierungen für den Screen Actors Guild Award für Babel (Beste Nebendarstellerin, Bestes Schauspielensemble)
- 2007: Golden-Globe-Nominierung für Babel (Beste Nebendarstellerin)
- 2007: Oscar-Nominierung für Babel (Beste Nebendarstellerin)
- 2010: Nominierung für den Chlotrudis Award für Brothers Bloom (Beste Nebendarstellerin)
- 2011: zwei Nominierungen für den Asian Film Award für Naokos Lächeln (Beste Hauptdarstellerin, Publikumspreis)